# Sissel Vera Pettersen

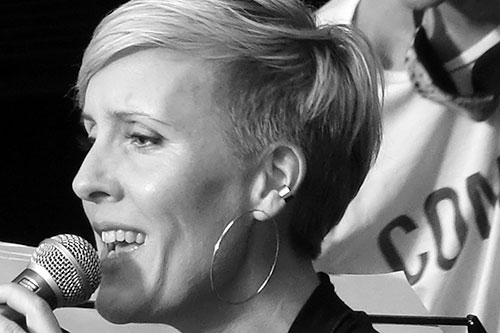
Sissel Vera Pettersen (2015)

Sissel Vera Pettersen (* 28. Januar 1977 in Oslo) ist eine norwegische Jazzmusikerin (Gesang, auch Saxophone, Elektronik, Komposition) und bildende Künstlerin.

## Leben und Wirken
Pettersen erhielt mit sieben Jahren Gesangs- und Klavierunterricht; auch absolvierte sie eine achtjährige Ballettausbildung. Ab 1993 lernte sie Saxophon. Von 1996 bis 2000 studierte sie am Trøndelag Musikkonservatorium in Trondheim bei John Pål Inderberg, Erling Aksdahl, Terje Venaas, Egil Kapstad und Vigleik Storaas. Dann vertiefte sie bis 2002 ihre Ausbildung am Rytmisk Musikkonservatorium in Kopenhagen bei Lars Møller und Fredrik Lundin.
Pettersen gehört seitdem zur Jazzszene von Kopenhagen. Sie komponierte 2006 das Werk Tidal Tales, das sie beim Trondheim Jazz Festival mit Nikolaj Hess, Marilyn Mazur und Lars Danielsson aufführte. Zudem trat sie auf weiteren Festivals wie dem Kongsberg Jazz Festival, Kopenhagen Jazz Festival, Soddjazz und Olavsfestdagene mit Marc Ducret, Bo Stief, Palle Mikkelborg, Danny Gottlieb und weiteren Musikern auf. Mit Nikolaj Hess legte sie im Duo zwei Alben vor und gastierte auch in New York. Mit Joachim Badenhorst und Mikkel Ploug bildet sie das Improvisationstrio Equilibrium, das international auftrat und vier Alben veröffentlichte. Mit der Vokalistin Randi Pontoppidan bildete sie das Duo Lift, das gelegentlich auch erweitert wurde und mehrere Alben veröffentlichte.
Petterson wurde bekannt für ihre erweiterten und experimentellen Gesangstechniken, die oft mit Live-Elektronik kombiniert werden. Sie arbeitete bereits mit Jon Balke, Theo Bleckmann, John Hollenbeck, Lionel Loueke, Chick Corea, Bobby McFerrin, Christian Wallumrød, Mats Gustafsson und John Tchicai. Sie ist auch auf Alben von Mads Granum, Joakim Milder, Ayi Solomon, Daniel Herskedal, Anna Kruse, Thomas Agergaard/Lift, Tuva Halse und dem Trondheim Jazz Orchestra (Maetrix) zu hören.
Pettersens Arbeit umfasst weiterhin Performance, Theater und visuelle Kunst. Sie hat mit Choreografen wie Kjersti Alveberg und Stuart Lynch und in einer Reihe von Projekten mit dem Cirka Teater zusammengearbeitet. Sie hat in Norwegen (Rana Kunstmuseum, Galleri Fenka) und Dänemark (Galleri Arleth) Gemälde und Graphiken ausgestellt und Cover für das Plattenlabel Winter & Winter gestaltet.

## Diskographische Hinweise
- Mikkel Ploug, Sissel Vera Pettersen, Joachim Badenhorst: Lento (Klein, 2024)
- Sissel Vera Pettersen & Vigleik Storaas: Consolations (Øra Fonogram 2022)[3]
- Sissel Vera Pettersen & Randi Pontoppidan: Inner Lift (Chant Records 2021)[4]
- Terje Isungset & Sissel Vera Pettersen: Oase (All Ice 2016)
- Equilibrium: Liquid Light (Songlines 2014, mit Mikkel Ploug und Joachim Badenhorst)
- Jaromír Honzák / Sissel Vera Pettersen Blood Sings: The Music of Suzanne Vega (Sono 2012)
- Equilibrium Walking Voices (Songlines 2011)[5]
- Equilibrium (Songlines 2009)
- Kallhovd / Milder / Pettersen / Söderqvist / Nyqvist Dancing Trees (Acoustic 2007)
- Mandala (Acoustic Records 2002)
- Mikkel Ploug, Sissel Vera Pettersen, Joachim Badenhorst: Lento (Klein, 2024)